# Mitar Djuric
Mitar Djuric (Sarajevo; 25 de abril de 1989) o Tzourits es un jugador profesional de voleibol bosnio naturalizado griego que ocupa la posición de opuesto en el Olympiakos Pireo y en la  selección griega.

## Trayectoria

### Clubes
Nacido en Sarajevo, empieza a jugar a voleibol con 13 años en Montenegro y luego en equipos de Chipre. En 2006 se marcha a Grecia en el Olympiakos Pireo y en cinco temporadas gana 3 campeonatos griegos, 2 copas y dos supercopas de Grecia. En verano 2011 ficha por el Trentino Volley donde ocupa la posición de central junto a Emanuele Birarelli; con el equipo trentino consigue ganar un campeonato, dos copas y una supercopa de Italia además de dos ediciones del  Campeonato Mundial de Clubes.
Al final de la temporada 2012/2013 causa los problemas económicos del conjunto italiano se marcha al Halkbank Ankara junto a otros jugadores y al entrenador Stoytchev; jugando como opuesto en doce meses gana campeonato, copa y supercopa de Turquía y pierde la final de  Champions League ante el Belogori'e Bélgorod.
El año siguiente juega por los surcoreanos del KEPCO Vixtom; sin embargo tras la eliminación del equipo en los playoff regresa al Trentino Volley donde disputa los últimos partidos de la temporada regular y los playoff. De esta forma consigue ganar su segundo campeonato italiano, esta vez jugando como opuesto en lugar del eslovaco Martin Nemec. Sigue en el equipo trentino un año más hasta que el 10 de mayo de 2016 ficha por el Blu Volley Verona.

### Selección
Internacional con la  selección griega desde 2009, en 2014 consigue la medalla de plata en la Liga Europea.

## Palmarés

### Clubes
- Campeonato de Grecia (4): 2008/2009, 2009/2010, 2010/2011, 2023/24
- Copa de Grecia (5): 2008/2009, 2010/2011, 2023/24, 2024/25
- Copa de la Liga de Grecia (1): 2024/25
- Supercopa de Grecia (3): 2010, 2011, 2024
- Campeonato de Italia (2) : 2012/2013, 2014/2015
- Copa de Italia (2) : 2011/2012, 2012/2013
- Supercopa de Italia (1) : 2011
- Campeonato Mundial de Clubes (2) :  2011,  2012
- Supercopa de Turquía (1) : 2013
- Copa de Turquía (1) : 2013/14
- Campeonato de Turquía (1) : 2013/14